# Суперкубок Португалии по футболу 2021
Суперкубок Португалии по футболу 2021 (порт. 2021 Supertaça Cândido de Oliveira) — 43-й розыгрыш Суперкубка Португалии по футболу. Матч состоялся на Муниципальном стадионе в Авейру 31 июля 2021 года. Игра прошла между победителем Кубка Португалии по футболу 2020/21 футбольным клубом «Брага» и чемпионом Португалии сезона 2020/2021 лиссабонским «Спортингом» и завершилась победой действующих чемпионов страны со счётом 2:1. «Спортинг» выиграл Суперкубок Португалии в девятый раз в своей истории.

## Отчёт о матче
| Спортинг                   | 2:1     | Брага          |
| -------------------------- | ------- | -------------- |
| Кабрал 29′ · Гонсалвеш 43′ | (отчёт) | Франсергио 20′ |

| Спортинг | Брага |